# Чепик, Сергей Михайлович
Сергей Михайлович Чепик (24 июня 1953, Киев — 18 ноября 2011, XVIII округ Парижа) — советский и французский художник, график, скульптор, иллюстратор.

## Биография
Родился в семье украинского живописца Михаила Максимовича Чепика (1920—1972) и русского скульптора Людмилы Давидовны Сабанеевой (1922—2016). Окончил художественную школу в Киеве. Год проучился в Киевском художественном институте, но после смерти отца решил переехать на учёбу в Ленинград. Окончил факультет монументальной живописи Ленинградского государственного академического института живописи, скульптуры и архитектуры имени И. Ю. Репина (мастерская Андрея Мыльникова). С 1978 года член молодёжного объединения Союза художников СССР. В 1987 году композиция Чепика «Мёртвый дом» (1979—1987) была запрещена к показу. Созданные на основе наблюдений за сумасшедшими картина отражала повседневную жизнь советского общества. Женившись на француженке, в августе 1988 уехал во Францию. Жил и работал в Париже. Похоронен на кладбище Монмартр.

## Творчество
Уже через три месяца после эмиграции его картина «Мёртвый дом» была удостоена Гран-при на выставке в Парижском осеннем салоне.
В 1989 был удостоен приза Monaco City Award на Международной выставке современного искусства в Монте-Карло.
С 1988 провёл 33 персональных выставок в разных странах Европы, в основном в Лондоне и во Франции. Среди них выставка в Париже в галерее Guiter (1998), ретроспективные выставки в Roy Miles Gallery (Лондон, 1990), в Château de Croissy (Франция, 1993), в французском культурном центре (Милан, 2008), В Mall Galleries (Лондон, 2014), В Mairie VI (Париж, 2016 и 2018), в Русском Духовном и Культурном Центре (Париж, 2019), презентация портрета баронессы Маргарет Тэтчер и Рудольфа Нуриева (1993), выставка «Голгофа» в Gatto Gallery (Лондон, 1999), выставка «Война и мир» в Центре Пьера Кардена (Париж, 2004).
В 2005 выполнил цикл картин: «Я есмь Путь, Истина и Жизнь» для собора святого Павла в Лондоне.
Работы художника хранятся в музеях и частных коллекциях в России, Франции, Великобритании и других странах. Сергею Чепику заказывали, в том числе свой портрет премьер-министра Великобритании Маргарет Тэтчер. Автор последнего портрета Рудольфа Нуриева и портрета Пьера Ришара, с которым дружил.

## Личная жизнь
Жена — Мари-Од Альберт-Чепик, профессор Сорбонны, известный во Франции славист, специалист по творчеству Максимилиана Волошина.
Дружил с украинскими художниками, в частности скульптором Юлием Синькевичем, скульптором Евгением Прокоповым и графиком Сергеем Якутовичем. И с русскими художниками Петром Меркуловым, Владимиром Загоровым, Валерием Обедковым и Виталием Рубаником.